# Denise (voornaam)
Denise is een meisjesnaam. Het is de vrouwelijke variant van de jongensnaam Dennis. Deze is afgeleid van Dionysos, de Griekse god van de wijn.
Onder meer de volgende namen zijn varianten of afgeleiden van Denise: Deniese, Dionisia, Dionne, Dionysia, Niza.
De naam Denise komt ook in andere talen voor, zoals het Frans en het Engels.

## Bekende naamdraagsters

### Heiligen
- Dionysia, martelares uit het christendom
- Dionysia van Alexandrië, martelares uit het christendom

### Bekende personen
- Denise Crosby, Amerikaans actrice
- Denise De Weerdt, Vlaams actrice
- Denise Richards, Amerikaans actrice
- Denise Karbon, Italiaans skiester
- Denise Lewis, Brits meerkampster
- Denise van Rijswijk, Nederlands zangeres
- Denise Zimmerman, Vlaams actrice